# Enrique Meyer
Carlos Enrique Meyer (Ramos Mejía, 12 de junio de 1953) es un político argentino que entre julio de 2010 y diciembre de 2015 se desempeñó como ministro de Turismo de la República Argentina. El día de su nombramiento, se elevó por decreto de la presidenta Cristina Fernández de Kirchner, la Secretaría de Turismo argentino a ministerio, siendo entonces Meyer secretario de aquel organismo.

## Biografía

### Primeros años y familia
Nació en 1953 en Ramos Mejía, en la provincia de Buenos Aires, pero residió parte de su vida en Puerto San Julián, en la provincia de Santa Cruz. Completó cuatro años de la carrera de Licenciatura en Turismo en  la Universidad de Morón, pero no lo finalizó. En la capital argentina también trabajó once años en el sector privado. Meyer se convirtió en un guía turístico en 1979, y más tarde fue el titular de un operador turístico de Santa Cruz. Está casado con la  María Lavirgen Enríquez, teniendo tres hijos.

### Carrera
El primer cargo público que ocupó fue el de Subsecretario de Turismo de la Provincia de Santa Cruz, tras su designación, por el gobernador Néstor Kirchner, en 1991. Bajo su gestión se aprobó la construcción del Aeropuerto Internacional Comandante Armando Tola de El Calafate. De hecho, Meyer fue el principal impulsor de las reformas turísticas que hubo en dicha ciudad. Trabajó estrechamente con inversores privados a principios de su mandato, en particular con el fundador de la empresa estadounidense The North Face, Douglas Tompkins, que en 1992 compró 20.000 hectáreas a orillas del río Santa Cruz para establecer la primera de numerosas reservas naturales de su propiedad en Argentina.
Fue designado, durante la presidencia de Néstor Kirchner, como Secretario de Turismo de la Nación, asumiendo sus funciones el 21 de agosto de 2003. Originalmente era la Secretaría de Turismo y Deportes, que luego fue separada. Cuando Kirchner asumió como presidente de la Argentina, tuvo diferencias con el vicepresidente, Daniel Scioli, que llevaron a la destitución del entonces Secretario de Turismo, Germán Pérez, y de otros funcionarios originalmente recomendados por Scioli. Citando la necesidad de «retomar el control de una oficina que necesitaba un cambio en el personal», Kirchner nombró Meyer para el cargo el 21 de agosto. En su momento, Kirchner describió a Meyer como «cien por ciento pingüino».
Meyer asumió el cargo en medio de una fuerte recuperación del turismo en Argentina. Al asumir, declaró que el turismo debía ser «una política de estado». Junto con el portavoz presidencial Enrique Albistur buscabó promover aún más el sector con el anuncio de la Marca Argentina, un concepto similar a la "marca país" que sirvió con el doble propósito de obtener el apoyo político de figuras conocidas del deporte argentino.
Se mantuvo en el cargo al asumir como presidenta Cristina Fernández, hasta la creación del Ministerio de Turismo reemplazando a la nombrada secretaría en julio de 2010, asumiendo como titular de ésta.
Durante su gestión, la percepción de Argentina en el ámbito internacional como destino turístico ha mejorado: según el ranking de lugares más visitados en América Latina, Country Brand Index, el país es el segundo destino más visitado en América Latina y de Sudamérica. La percepción de los viajeros de la marca Argentina como destino para compras también es positiva, ya que «alcanza una posición fuerte al llegar al número 12 a nivel mundial, ascendiendo desde el puesto 14 que ocupó en 2010». Debido al proceso expansión económica el turismo interno ha crecido significativamente mientras fue ministro. Contado con la visita de 5,80 millones de turistas en el año 2011 de acuerdo a la Organización Mundial del Turismo, siendo el primer país más visitado de Sudamérica y el segundo más visitado de toda América Latina, después de México.